# Championnat d'Amérique du Sud féminin de volley-ball 1999
Navigation
Édition précédente Édition suivante
Le 23e championnat d'Amérique du Sud de volley-ball féminin s'est déroulé du 16 septembre 1999 au 26 septembre 1999 à Valencia, Venezuela. Il a mis aux prises les sept meilleures équipes continentales.

## Équipes présentes
- Argentine
- Brésil
- Chili
- Paraguay
- Pérou
- Uruguay
- Venezuela

## Classement final
| Place              | Équipe    |
| ------------------ | --------- |
| Médaille d'or      | Brésil    |
| Médaille d'argent  | Argentine |
| Médaille de bronze | Pérou     |
| 4                  | Venezuela |
| 5                  | Uruguay   |
| 6                  | Paraguay  |
| 7                  | Chili     |